# Alchemilla iremelica
Alchemilla iremelica é uma espécie de rosácea do gênero Alchemilla, pertencente à família Rosaceae.